# Municipio de Pekin
El municipio de Pekin (en inglés: Pekin Township) es un municipio ubicado en el condado de Tazewell en el estado estadounidense de Illinois. En el año 2010 tenía una población de 29807 habitantes y una densidad poblacional de 827 personas por km².

## Geografía
Según la Oficina del Censo de los Estados Unidos, el municipio tiene una superficie total de 36.04 km², de la cual 32.36 km² corresponden a tierra firme y (10.21%) 3.68 km² es agua.

## Demografía
Según el censo de 2010, había 29807 personas residiendo en el municipio de Pekin. La densidad de población era de 827 hab./km². De los 29807 habitantes, el municipio de Pekin estaba compuesto por el 97.15% blancos, el 0.37% eran afroamericanos, el 0.26% eran amerindios, el 0.55% eran asiáticos, el 0.02% eran isleños del Pacífico, el 0.33% eran de otras razas y el 1.32% pertenecían a dos o más razas. Del total de la población el 1.59% eran hispanos o latinos de cualquier raza.